# George Bacovia
George Bacovia, född 17 september 1881 i Bacău, död 22 maj 1957 i Bukarest, var en rumänsk poet.
Han var en del av den symbolistiska rörelsen i Rumänien.
George Bacovia har gett namn åt George Bacovias universitet i Bacău samt åt gator i ett flertal rumänska städer.

## Dikter i urval
- Plumb
- Decembrie
- Lacustra'
- Cuptor
- Nervi de primavara
- Amurg violet
- Alb
- Vocale